# Elsenzgau
Der Elsenzgau war eine mittelalterliche Gaugrafschaft, die das Gebiet der Elsenz im Norden des heutigen Baden-Württembergs umfasste, somit also östlich von Heidelberg lag; einer der wesentlichen Orte im Gau war Sinsheim.
Grafen im Elsenzgau waren:
- Otto von Worms, † 4. November 1004, 956 Graf im Nahegau, Graf im Speyergau, Wormsgau, Elsenzgau, Kraichgau, Enzgau, Pfinzgau und Ufgau, 978–983 und 995–1002 Herzog von Kärnten, bei der Königswahl 1002 Thronkandidat, 987 Gründer von St. Lambrecht am Speyerbach, wohl in Bruchsal begraben; ⚭ Judith, † 991, begraben im Dom zu Worms

Seit etwa 1020 war der Elsenzgau der Familie der Zeisolf-Wolframe zu Lehen gegeben, darunter:
- Wolfram, um 1024
- Zeisolf, dessen Sohn, um 1065